# 巴黎歌劇院
加尼叶宫（法語：Palais Garnier，發音：[palɛ ɡaʁnje] ⓘ），又称加尼叶歌剧院（法語：Opéra Garnier，發音：[ɔpeʁa ɡaʁnje]），常称为巴黎歌劇院，是一座位於法國巴黎第九區歌剧院廣場的歌劇院，在拿破崙三世皇帝的授意下于1861至1875年间建造，並由建築師夏爾·加尼葉所設計。
巴黎歌劇院被認為是新巴洛克式建築的典範之一。該劇院自1923年以來一直是法國的歷史古蹟，其建築物第二帝國風格的代表。最初歌劇院是巴黎歌剧团和巴黎歌劇院芭蕾舞團其相關團體所使用的主要劇院，直到1989年巴士底歌劇院開業後才被取代。現今劇院依然經常進行芭蕾舞表演。
巴黎歌劇院被稱為「世界上最著名的歌劇院」，與巴黎圣母院、卢浮宫以及圣心教堂被視為是巴黎的象徵。歌劇院的部分場景它被用作加斯頓·勒魯1910年的小說《歌劇魅影》的背景，另一個促成歌劇院知名的因素是，在第二帝國時期在巴黎建造的建築物中，該建築除了是最昂貴的之外，它被描述為唯一一個「毫無疑問是一流的傑作」。 然而，這種觀點遠非一致：20世紀的法國建築師勒·柯比意曾將其描述為“一種說謊的藝術”，並認為「歌劇院是墳墓的裝飾」。
巴黎歌劇院博物館也位於歌劇院內部，該博物館現由法國國家圖書館管理。

## 歷史
巴黎歌劇院是由當年的巴黎警察廳廳長城市規劃藍圖所規劃訂定的城市規劃藍圖中的中心項目。當幾年後城市規劃藍圖中的其他項目完成之後，1860年12月，法國藝術部終於決定了興建巴黎歌劇院，在171件作品之中，年僅35歲的建築師夏爾·加尼叶作品脫穎而出，不過那時候他並沒有得到所有人的認同。1861年夏天，歌劇院開始著手興建，不過問題接種而來：首先是地基下面有條溪流使地基無法穩固，再來就是1870年的普法戰爭和第四次革命使尚未完成的歌劇院停工。就這樣在1862年奠基的巴黎歌劇院在重重困難下方於1875年正式啟用，建造費一共超過4700萬法郎。
1875年1月5日，第一套歌劇《猶太少女》在歌劇院上演，巴黎歌劇院正式揭幕。1896年5月20日，在歌劇《艾蕾》上演時，懸掛在觀眾席上方的枝形吊灯中一個重達750公斤的配重墜落，造成一名女士不幸死亡，此事後被改編為《歌劇魅影》中的著名場面。

## 建筑风格
巴黎歌剧院面积11,000平方米，共有1,979个座位，中央的枝形吊灯重量超过6吨，庞大的舞台可以容纳多达450位艺术家。建筑风格华丽，装饰着精美的色彩缤纷的大理石横梁、廊柱和大量的雕像，其中很多是希腊神话中神的肖像。剧院前厅的廊柱间，陈列着很多著名作曲家的半身铜像，如莫扎特和贝多芬。内部有交错的走廊、楼梯井、休息室和平台供人们在演出间隙进行社交活动。

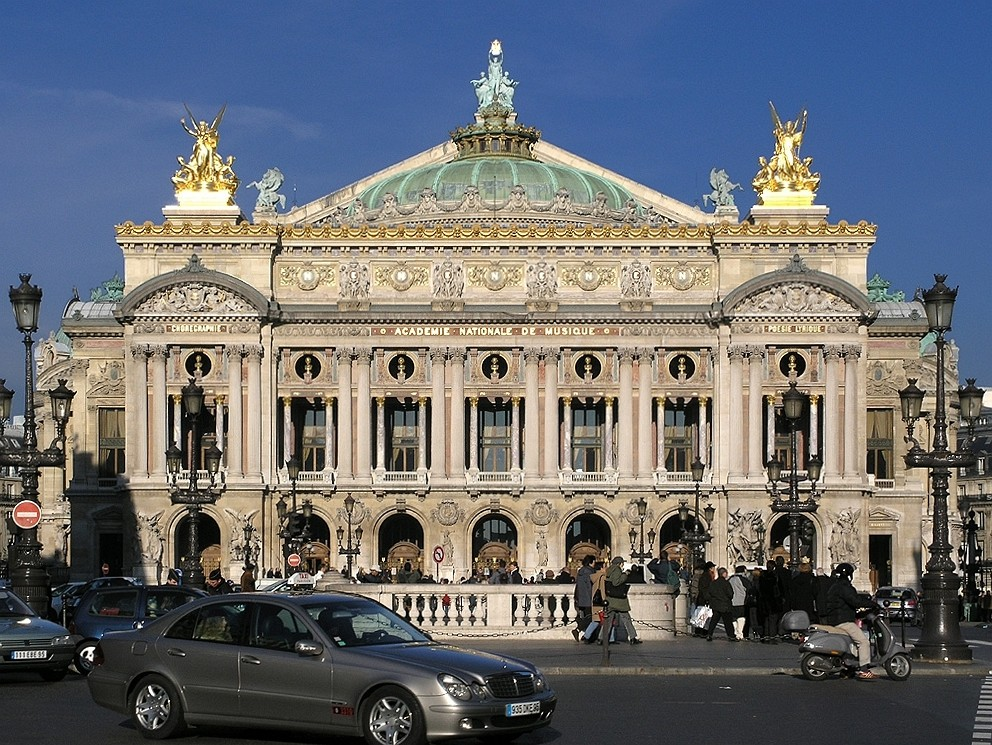
巴黎歌劇院
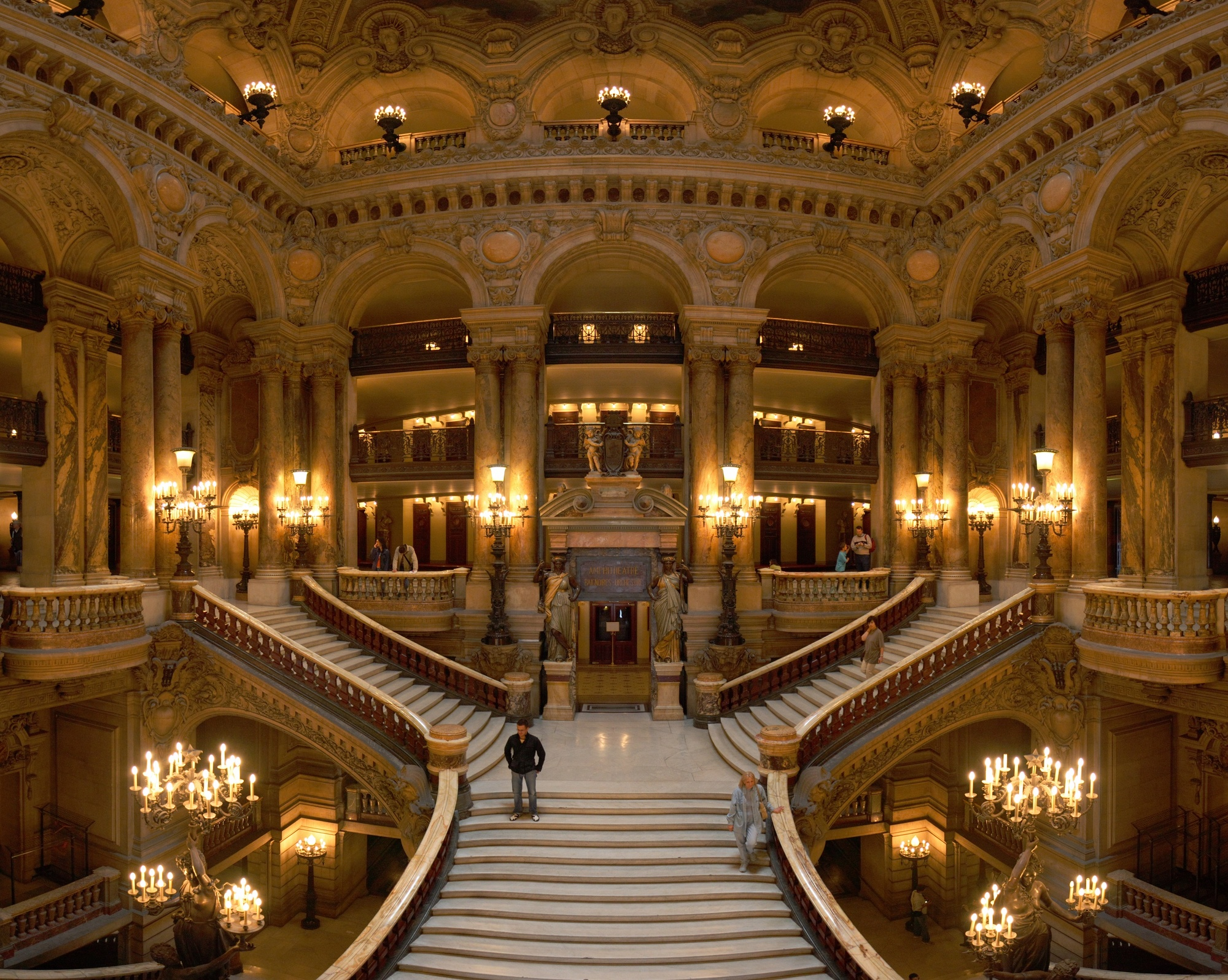
大廳
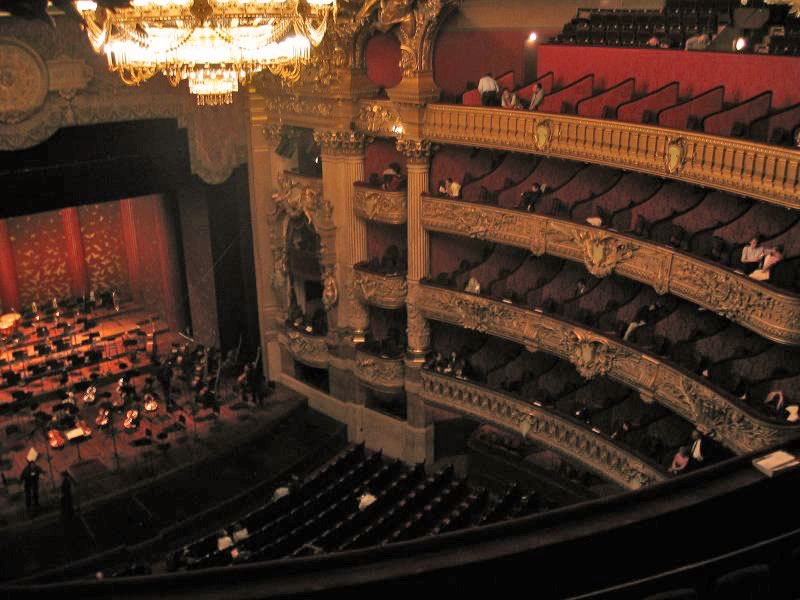
音樂廳
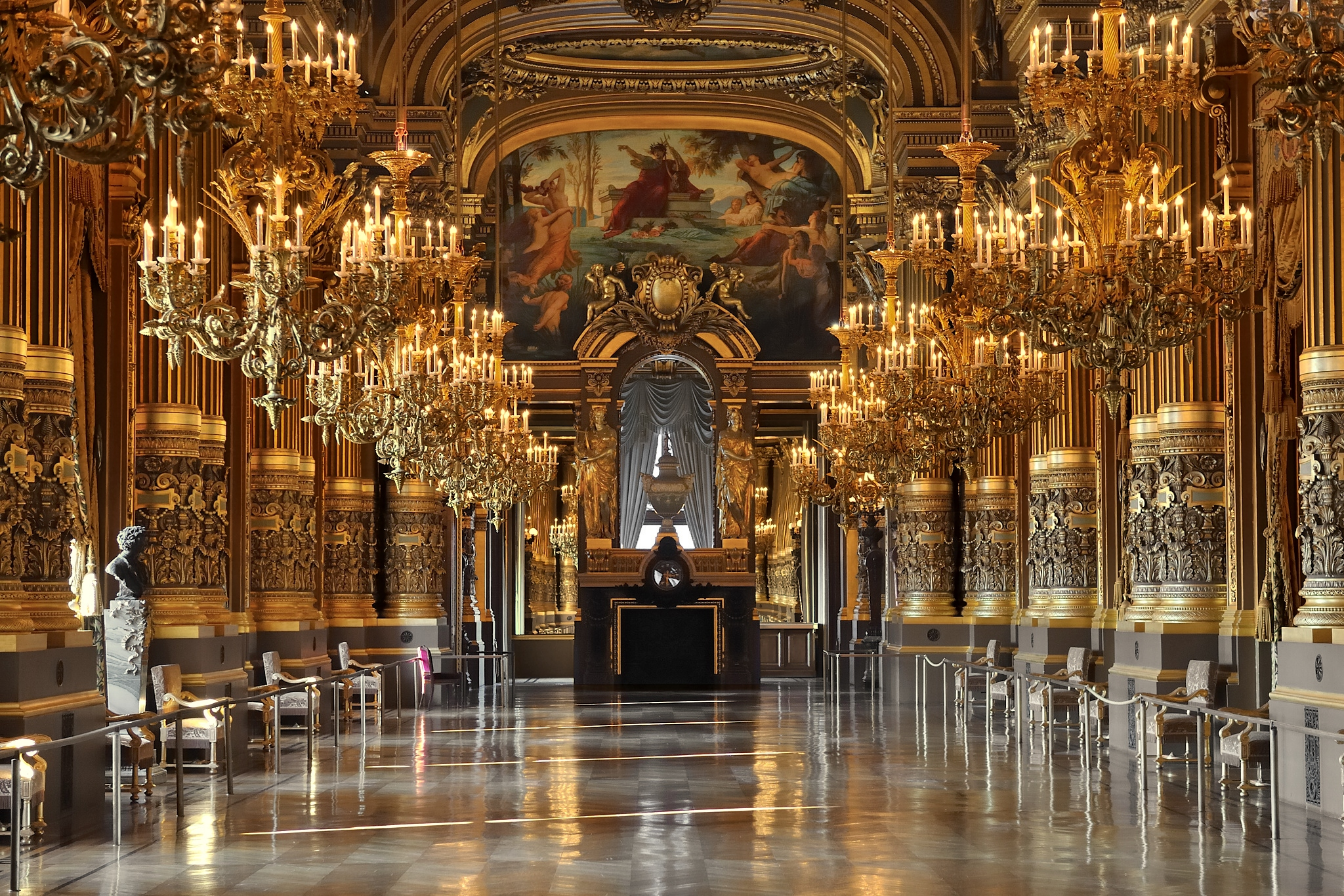
巴黎歌剧院展览大厅
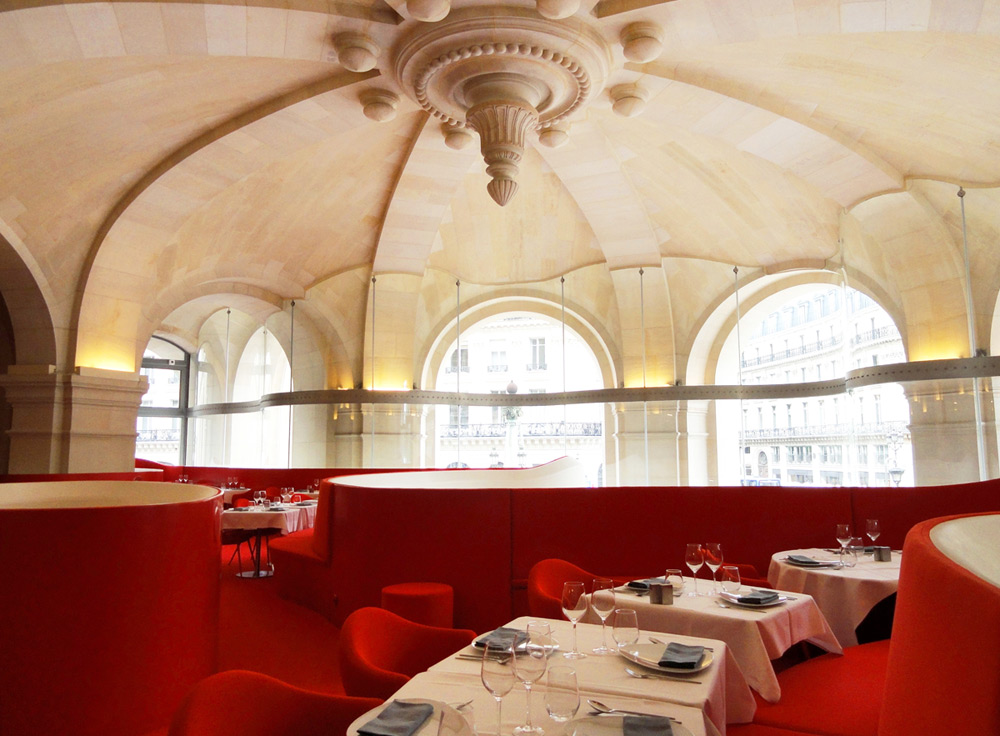
歌劇餐館

## 鄰近
- 巴黎老佛爺百貨公司